# Säckspinnare
Säckspinnare (Psychidae) är en familj i insektsordningen fjärilar. Honorna är oftast vinglösa och larverna lever i en larvsäck, därav det svenska namnet på familjen.

## Kännetecken
Säckspinnare är små fjärilar med ett vingspann som brukar ligga mellan 8 och 28 millimeter för de nordiska arterna. Hanarna har alltid vingar medan honorna i de flesta fall saknar vingar. Larven bor i en larvsäck med inspunnet material som den hittar i omgivningen. Utseendet är ofta specifik för varje art. Längden på larvsäcken är mellan 3 och 45 millimeter för de nordiska arterna men upp till 30 centimeter för vissa utomnordiska arter. Honans larvsäck sitter oftast högre och mer exponerat än hanens.

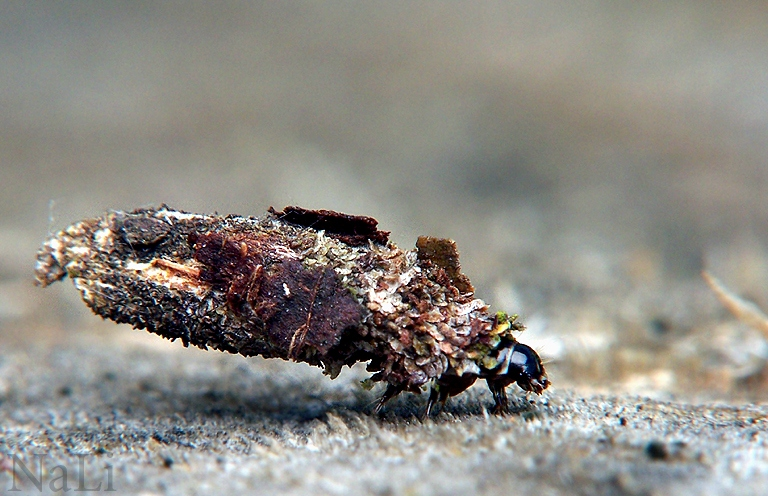
Larv (oidentifierad art) i sin larvsäck

## Levnadssätt
Larverna bor i en säck som den själv tillverkar av spinntrådar och material som den hittar i omgivningen, till exempel växtmaterial av olika slag eller sand och jord. De lever av gröna eller förmultnande växter, mossa, lavar eller alger. När larven är fullvuxen spinner den fast larvsäcken på underlaget och förpuppas sedan. Honan saknar i de flesta fall vingar och lämnar inte larvsäcken efter att de kläckts. De blir antingen kvar inne i larvsäcken eller så kryper de ut och sätter sig utanpå. De lockar till sig hanarna med doftsignaler och lägger efter parningen sina ägg i larvsäcken och dör sedan. Även partenogenetiskt förökning förekommer, då påbörjar honan äggläggningen direkt efter att den kläckts ur puppan. 

## Systematik
Säckspinnare tillhör tillsammans med bland annat äkta malar överfamiljen Malfjärilar, (Tineoidea). Det finns cirka 1000 kända arter varav 130 arter i Europa och 54 arter i Norden. Indelningen i arter är ofta svår att göra eftersom vissa arter helt eller delvis förökar sig partenogenetiskt.
Underfamiljer:
- Epichnopteriginae
- Naryciinae
- Oiketicinae
- Placodominae
- Psychinae
- Scoriodytinae
- Taleporiinae
- Typhoniinae